# Bollandist
Bollandister   er et videnskabeligt selskab i Belgien og som er blevet opkaldt efter Jean Bolland. Oprindeligt blev selskabet grundlagt af jesuitter, men med tiden selskabet også kommet til at omfatte filologer og historikere som ikke er jesuitter. Selskabet har siden først i  1600-tallet beskæftiget sig med studier i hagiografi (helgenberetninger) og kristen helgendyrkelse.
Selskabet har  siden 1643 udgivet det store værk Acta Sanctorum (bind 1-53, 1643-1794 i Antwerpen, Bruxelles og Tongerloo kloster ved Antwerpen), som er en samling af alle kildeskrifter om katolske helgener.
Den oprindelige plan til selskabet stammer fra jesuitten Heribert Rosweyd fra Utrecht (†1629)
andre vigtige medlemmer var  Godfrey Henschen (†1681) og Daniel Papebroch (†1714).
Efter den franske besættelse af Belgien i 1794 måtte
de indstille deres virksomhed; De havde da udgivet  50 bind på  130 år. I 1837 kunne  de genoptage aktiviteterne, nu  understøttet af den belgiske regering, og
siden 1846 har de udgivet mange bind. 
Bollandistselskabet eksisterer stadig, og har hjemme i College St. Michel i Bruxelles. 
- Jean Bolland, 1596-1665
- Acta Sanctorum, januar 1643
- Hylder med Acta Sanctorum i
Herzogin-Anna-Amalia-Bibliothek, Weimar